# 戀愛吧，假面天使！
《戀愛吧，假面天使！》是由卯月coco作畫的浪漫喜剧類日本漫畫，从2023年4月24日起連載於Dessert。本作分别在2024年的《這本漫畫真厲害！》、《全國書店店員推薦漫畫》的衍生企劃《出版社精選2024年推薦漫畫》和2024年的《下一部人氣漫畫大賞》中排名第18、第4以及第9，2025年全國書店店員推薦漫畫位居第4名，為第49屆講談社漫畫賞少女部門得獎作品。
2024年12月下旬，本作宣布動畫化。

## 劇情
本作講述自認為是完美少女的桂御迦與同樣在外貌和性格上都無可挑剔的同班同學一刻之間故事的戀愛喜劇。御迦從記事起就明白自身需要扮演一個被周圍人期待的完美形象，因此一直在表面上扮演著完美少女的角色。御迦對與自己同樣完美的一刻感興趣，但也對他是否也有隱藏的一面而抱持著懷疑的態度。某天，在車站等候被一群不良男子糾纏時，御迦曝露出自身的本性，而這一幕被一刻看到了。然而，讓御迦感到驚訝的是，她一直認為溫柔又完美的一刻，竟然也有不為人知的另一面。

## 人物列表

### 主要角色
桂御迦
本作女主角。1年A組班長、綽號「擊心天使」。特徵是粉色長髮，雖然極度自戀，但卻被他人認同的完美美少女，私底有著仗義的性格。稱呼一刻為「I koku」，認為一刻最適合當作為完美美少女的自己的第一任男友。對一刻的真實本性感到心動。與桃井紅是相識許久的朋友。
一刻
1年A組副班長，被他人認同的完美美男子。在校成績名列前茅。平常用蓄長的頭髮掩蓋腦勺以下剃短的區域，有臍部穿環。對外展現溫柔細心的個性，舉手投足和應對進退獲得在校師生的肯定，但在必要時也會顯現擅於運用計策和略顯腹黑的一面。對偶然間展現真實本性的御迦產生興趣。和白羽弦是相識許久的朋友。

### 次要角色

#### 校園師生
桃井紅
御迦相識許久的知心朋友，也是御迦少數能談論一刻隱藏面相的關鍵人物。
白羽弦
較一刻年長的青年，為人和善可靠，家裡經營咖啡廳也會不時幫忙店務。少數知道一刻隱藏面相的深交好友。一刻稱他作「弦兄」。
森
學校的女學生。個性內向。因為被關老師藉教職身份性騷擾，向一刻和御迦求助，拜後兩者所賜連同其他被騷擾的女學生擺脫關老師。
關老師
在學校教授國文的男老師。表面態度斯文實質心術不正，專門利用教權之便挑個性行為內向的女學生進行性騷擾。後由於一刻和御迦聯合設局，被一刻拍下動手強抱御迦的瞬間照片，加著森將受害女學生們的證據呈報給校長，被撤除教職離開學校。

## 創作
由於作者卯月coco喜歡有反差的角色，因此決定以反差萌作為本作主題創作故事和角色。對於女主角桂御迦的設定，卯月coco表示最初不是以反差而是以害羞表情的類型為前提設定，因此最終以具有「校園女神」般自尊心的角色登場。另外，卯月coco表示男主角一刻會以長髮登場是因為卯月coco出道前的投稿作品中曾繪畫名叫「一刻」的長髮男孩，但當時因經驗不足而留下遺憾。對於第1卷封面的設計，卯月coco接受設計師名和田耕平的建議採用強烈的目光中帶點挑釁的表情，並加入兩人坐的「密談椅子」。除此之外，本作舞台背景的靈感來源來自於大阪府池田市的一所私立女子高等學校「宣真高等学校」。

## 出版書籍
| 卷數 | 讲谈社         | 讲谈社                 | 東立出版社                   | 東立出版社                                                  |
| 卷數 | 發售日期       | ISBN                   | 發售日期                     | ISBN                                                        |
| ---- | -------------- | ---------------------- | ---------------------------- | ----------------------------------------------------------- |
| 1    | 2023年9月13日  | ISBN 978-4-06-532998-6 | 2024年6月11日 2024年6月17日  | ISBN 978-626-02-1194-3（首刷限定版） ISBN 978-626-02-1193-6 |
| 2    | 2023年9月13日  | ISBN 978-4-06-534640-2 | 2024年12月6日 2024年12月13日 | ISBN 978-626-02-2936-8（首刷限定版） ISBN 978-626-02-2934-4 |
| 3    | 2024年7月11日  | ISBN 978-4-06-536192-4 | 2025年6月9日 2025年6月16日   | ISBN 978-626-02-4272-5（首刷限定版） ISBN 978-626-02-2935-1 |
| 4    | 2024年12月13日 | ISBN 978-4-06-537807-6 | 2025年8月7日 2025年8月14日   | ISBN 978-626-02-4751-5（首刷限定版） ISBN 978-626-02-4249-7 |
| 5    | 2025年7月11日  | ISBN 978-4-06-540056-2 |                              |                                                             |

## 迴響
本作在X平台上發布第1話後便獲得19.5萬的點讚数，並且在亞馬遜的客戶評論中以滿分5.0星中獲得4.9星的高評價。此外，本作在2023年12月公佈的《這本漫畫真厲害！2024》女生篇中排名第18、2024年2月發布的日本出版販賣《全國書店店員推薦漫畫》的衍生企劃《出版社精選2024年推薦漫畫》中排名第4、同年8月的《下一部人氣漫畫大賞2024》紙本漫畫類別中排名第9以及獲得U-NEXT獎。隨後又在隔年的《這本漫畫真厲害！2025》女生篇中獲得排名第5。
本作也在講談社主辦由全國書店店員投票遴選2024年「有趣且值得推薦」的漫畫獎項「講談社真心推薦！漫畫展2024」獲選少女·女性部門第一名。進入2025年，排名2025年全國書店店員推薦漫畫排行榜第4名。獲頒第49屆講談社漫畫賞少女部門獎、第10屆Miyawaki Comic Awards。

## 外部連結
- Magazine Pocket （页面存档备份，存于）（日語）